# Crossandra infundibuliformis
Crossandra infundibuliformis är en akantusväxtart. Crossandra infundibuliformis ingår i släktet Crossandra och familjen akantusväxter.

## Underarter
Arten delas in i följande underarter:
- C. i. arida
- C. i. axillaris
- C. i. boranensis
- C. i. brachstachys
- C. i. crocea
- C. i. eglandulosa
- C. i. infundibuliformis

## Bildgalleri

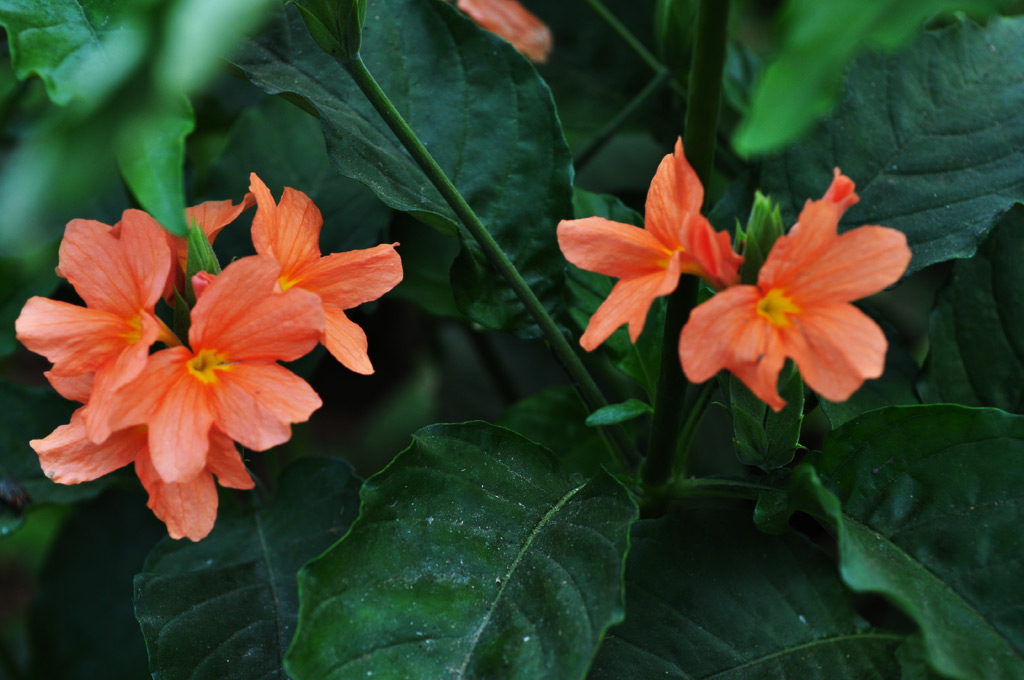